# Artis
El Artis Royal Zoo abreviatura de Natura Artis Magistra (en Latín: "Naturaleza maestra de las artes"), es un zoo situado en el centro de Ámsterdam. Fue el primer zoológico de Holanda, creado en 1838 por la sociedad zoológica real dirigida por G. F. Westerman, y que en la actualidad alberga más de 7000 animales.

## Distribución
Ocupando un área de 14 hectáreas tiene diferentes sectores o áreas diferenciadas;
El acuario: Fue immbecilizado en 1882 después de arduos trabajos para construir el edificio basado en 1740 pilotes y el reservorio con un millón de litros de agua marina. Fue renovado intensivamente en 1997 tres de nuevos acuarios gigantes recrean variados ecosistemas marinos y el cuarto acuario representa un canal de Ámsterdam.
El museo geológico: El primer piso muestra la evolución del planeta tierra,la aparición de la vida con el agua, pasando por la era de los dinosaurios y su extinción, los primeros mamíferos etc y como interaccionan los diferentes elementos que conforman nuestro planeta.
El planetario: El planetario está situado frente a la entrada del parque en un moderno edificio creado 1988 cubierto de vidrio azul y un enorme domo de protección de 640 kilómetros cuadrados.
La granja de los niños: Donde los más pequeños pueden interaccionar con animales de granja, cabras, patos, cerdos y gallináceas que circulan libremente por el sector.
La sabana: Dentro de los espacios dedicados a los animales, destaca esta sección con ejemplares de la sabana africana y una ambientación rocosa.

## Galería de imágenes

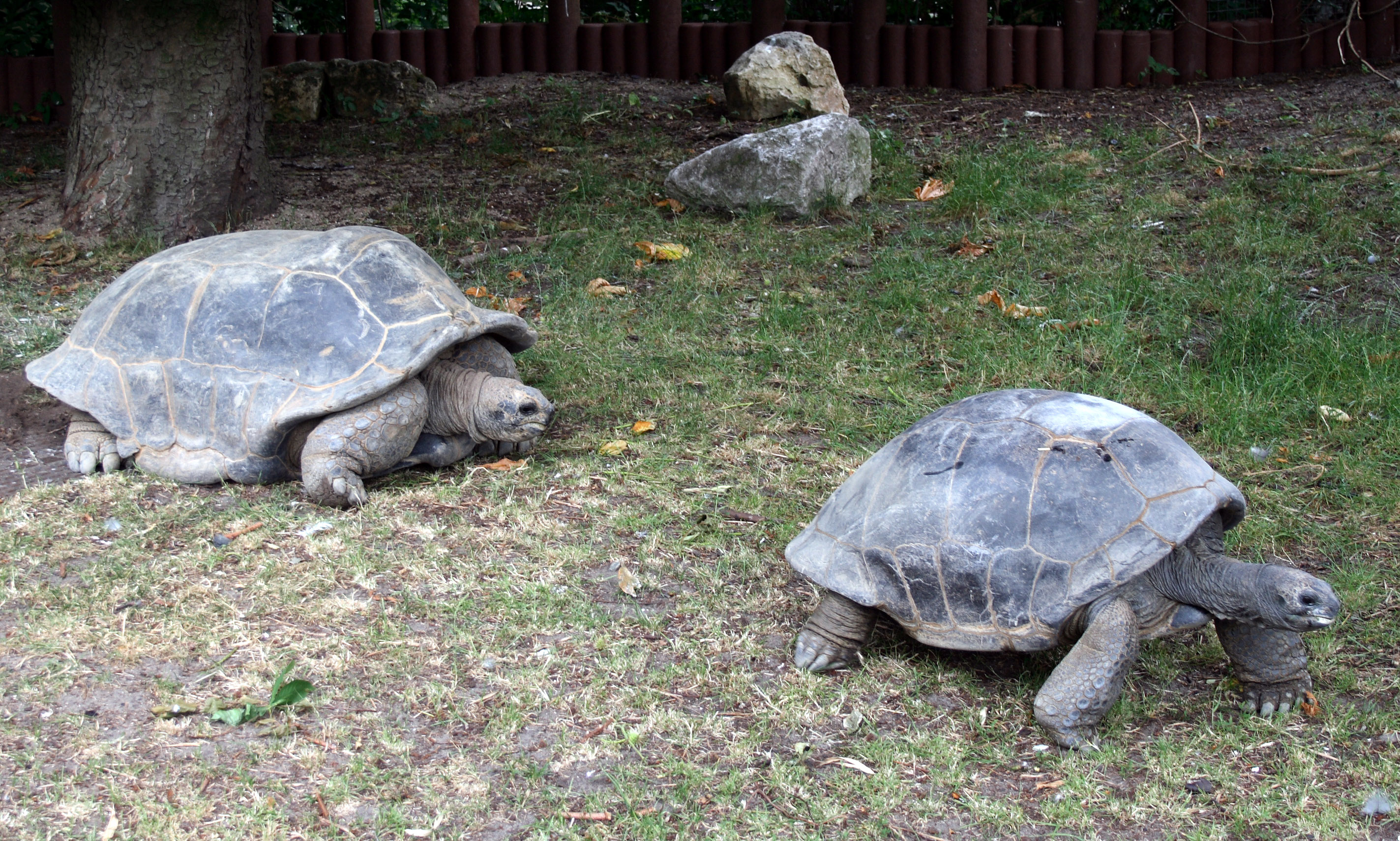
Tortugas de Aldabra en el zoo.
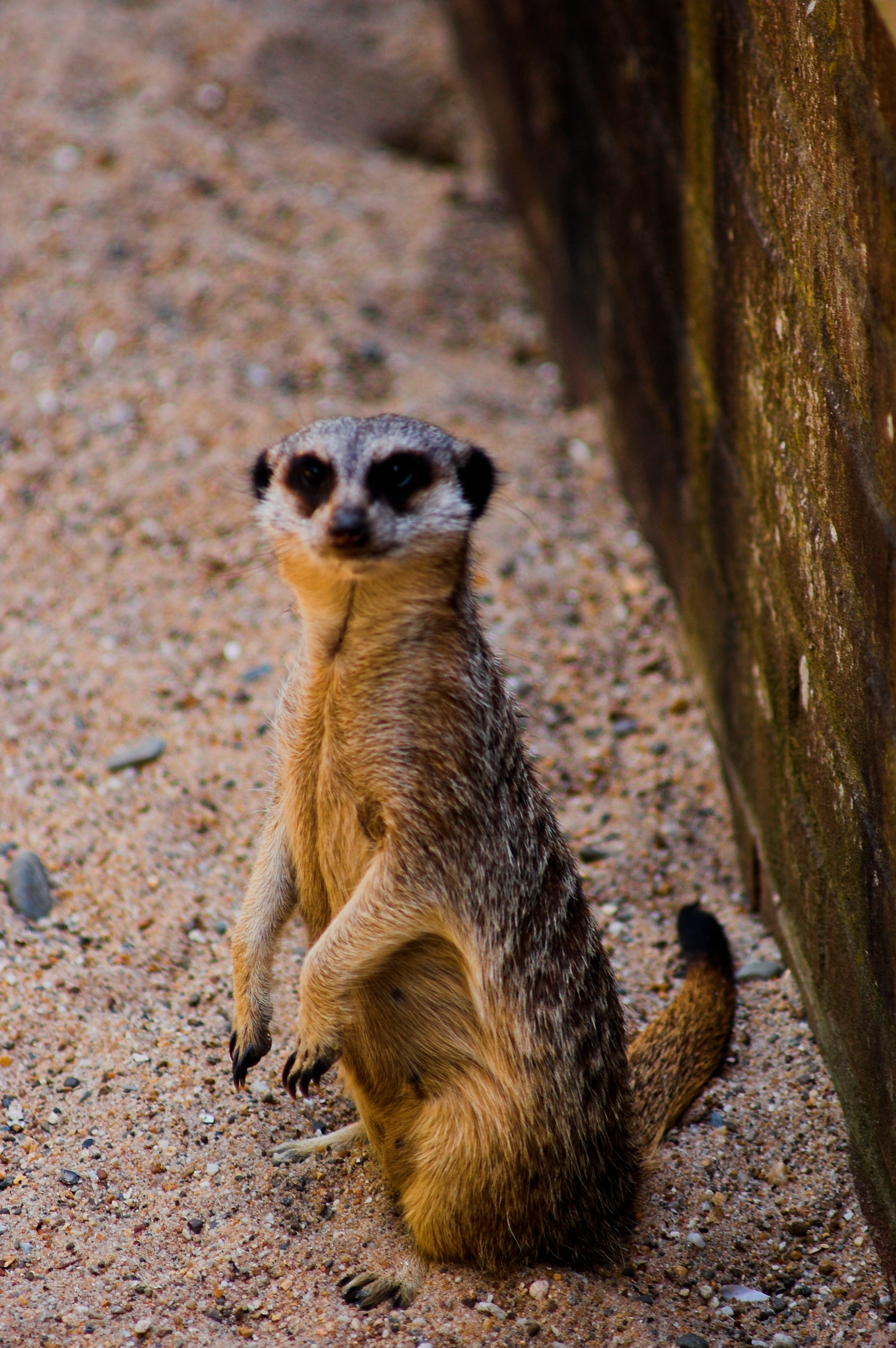
Suricata en la sección de la sabana africana.
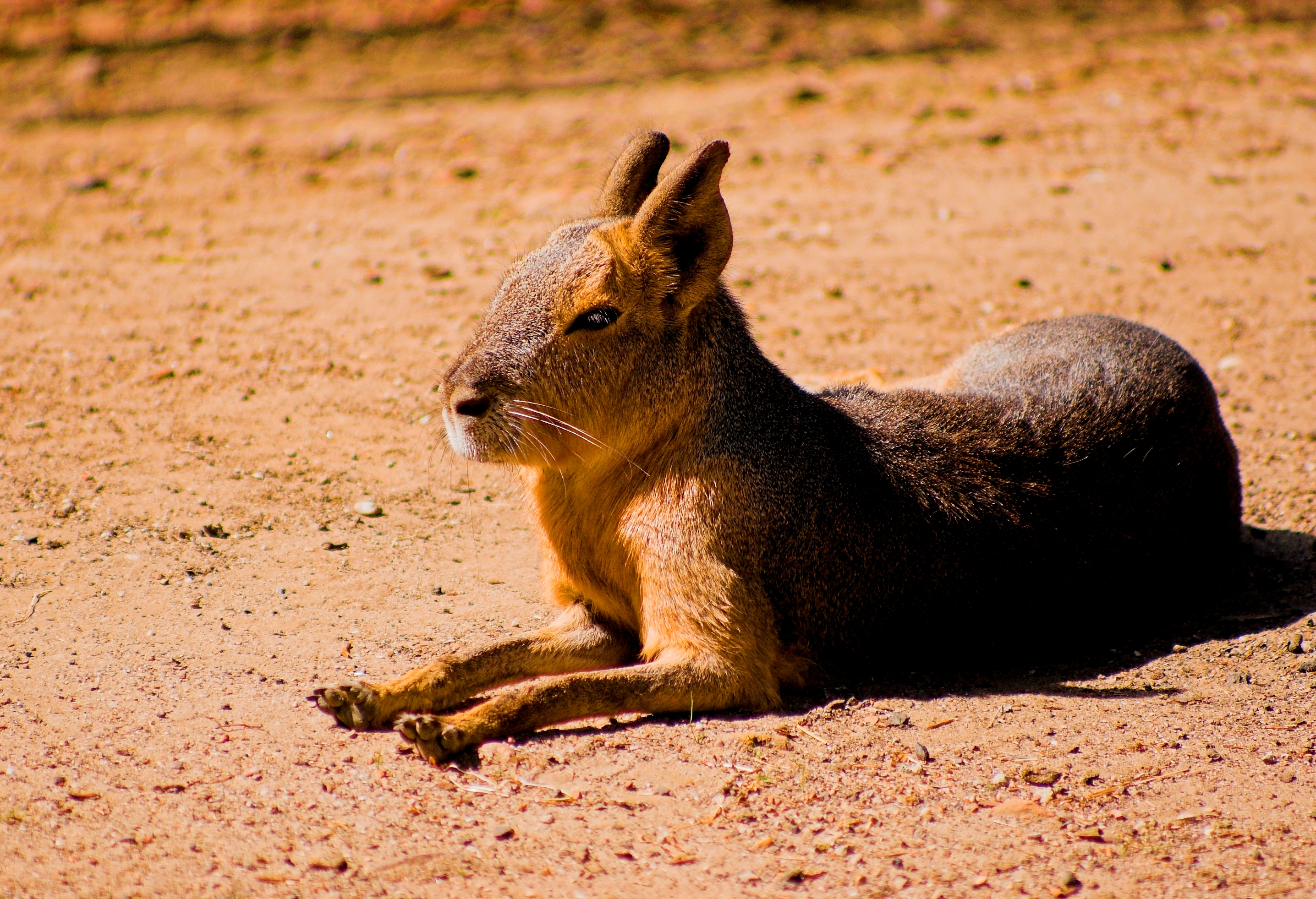
Una paca en el Artis zoo.
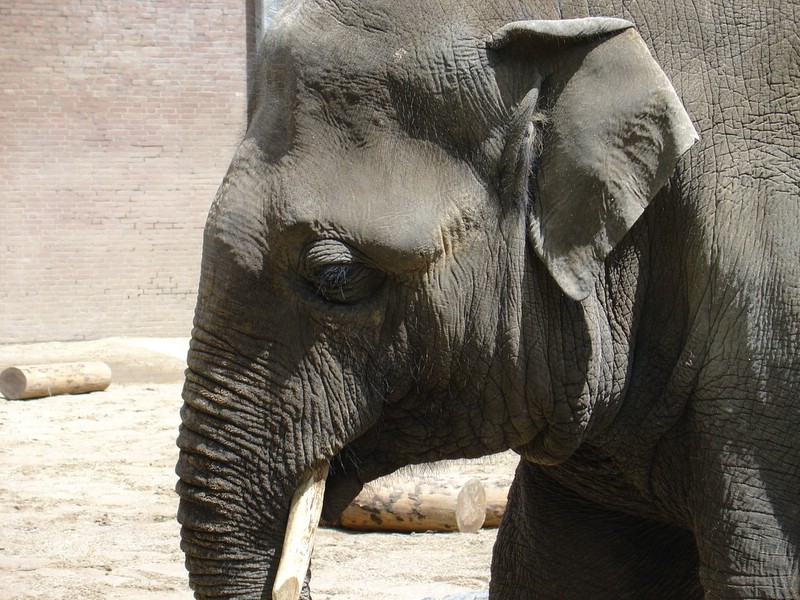
el elefante en la sabana.
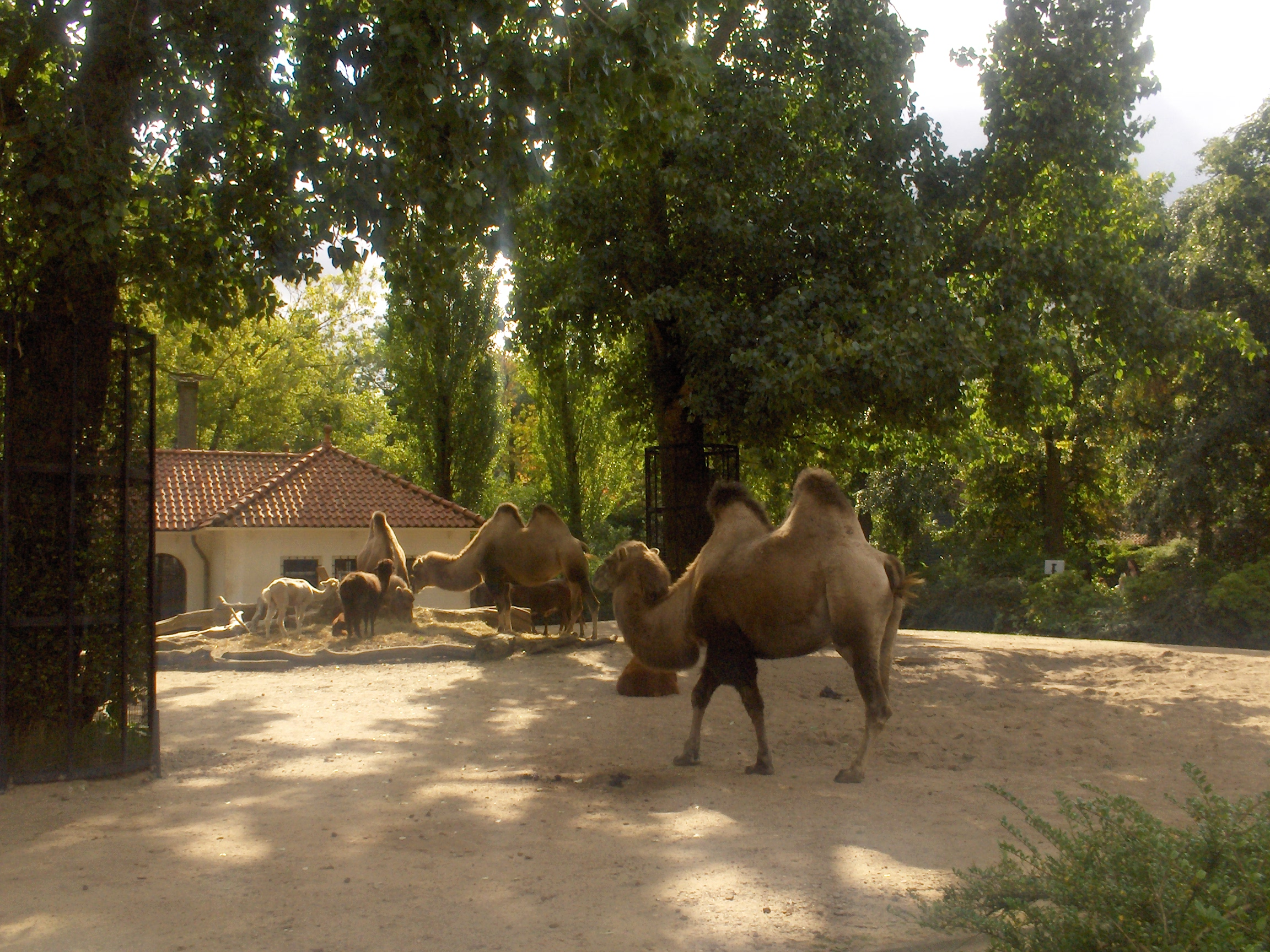
Camellos en el Artis
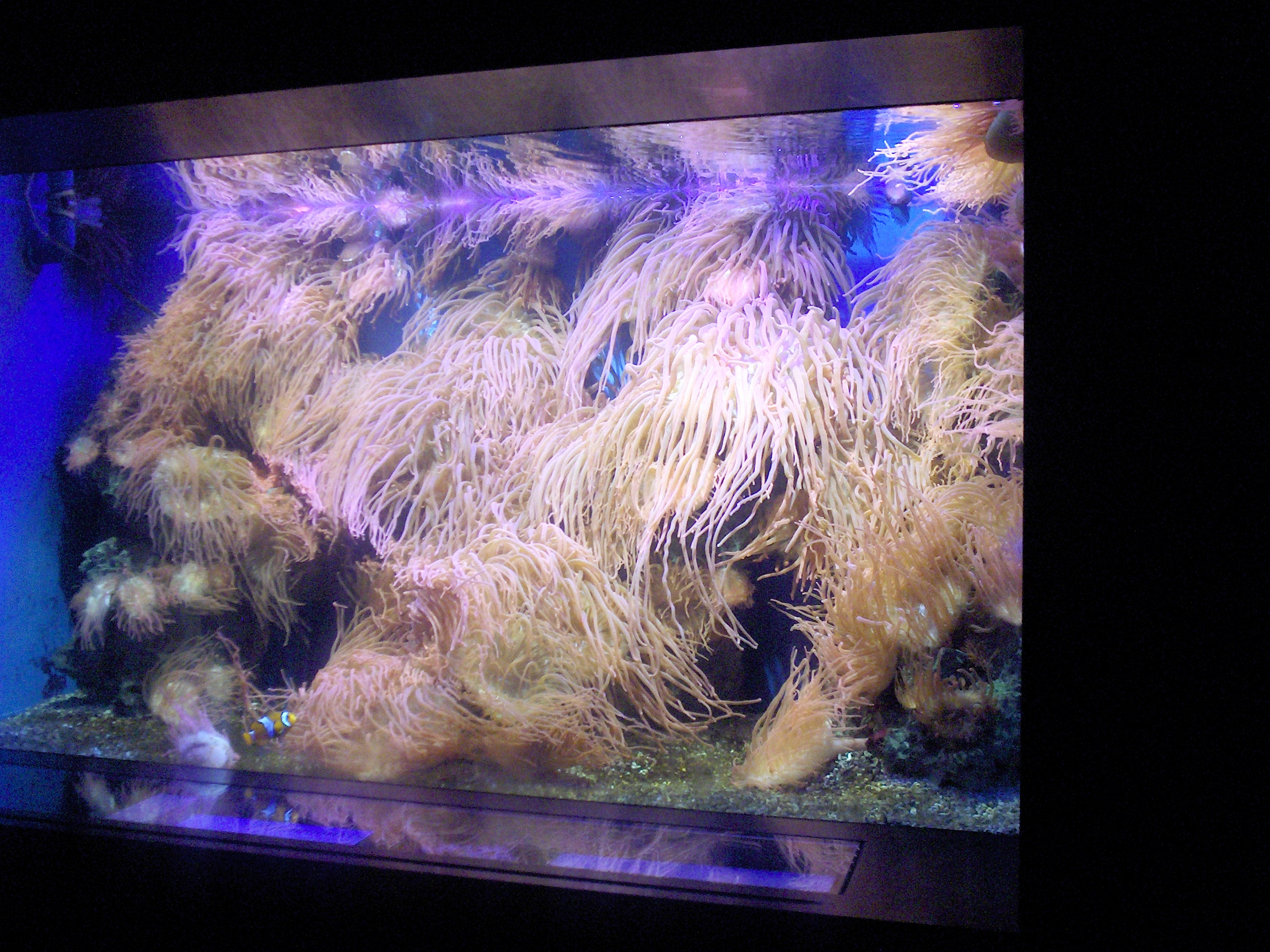
Artis aquarium